# Honsewijk
Het Nederlandse geslacht Honswijk – de tussen-e is er pas later ingeslopen – stamt vrijwel zeker uit het woonoord Honswijk bij Woudrichem in het Land van Altena. Vandaar uit zullen er leden van het geslacht eind veertiende -, begin vijftiende eeuw enigszins zuidelijker getrokken zijn om zich via Almkerk (hofstat in Uppel) in Dussen Muilkerk te vestigen. Na de Sint-Elisabethsvloed van 1421 hadden ze land in eigendom in de ten noorden van de Baan gelegen Bruinenhoeve of Langen Kamp en op den Hill nabij Babyloniënbroek. Hun onderkomen zal vermoedelijk wel ergens gestaan hebben aan de weg langs de noordoever van het riviertje de Dusse (thans Baan-Binnen-Muilkerk) maar een boerderij op den Hill of in Babyloniënbroek behoort ook tot de mogelijkheden. Begin zeventiende eeuw kwamen ze in bezit van de Elsenhoeve, in de Panne bij de Kornse Boezem. Reden waarom ze waarschijnlijk aan de Kornsedijk zijn gaan wonen. Eenmaal gevestigd in Dussen bleken de Van Honsewijks opmerkelijk honkvast. Slechts weinigen zijn Dussen uitgetrokken om hun geluk elders te beproeven.
Hun eerste bestuurlijke activiteiten in Dussen dateren reeds vanaf begin zestiende eeuw (schepen 1514, heemraad 1516), waarbij een vroegere deelname aan het bestuur van Dussen niet mag worden uitgesloten. Daarbij fungeerde hun bestuurlijke ervaring opgedaan in het Land van Altena (Woudrichem, Almkerk) als belangrijkste drijfveer. Meer dan hun grondbezit, want dat laatste was volgens de repertoria op de lenen van de diverse hofstedes met eigendommen in de regio Dussen tamelijk beperkt. Alhoewel er natuurlijk ook buiten deze bronnen om sprake geweest kan zijn van meer/ander landbezit.
In het begin waren de Van Honsewijks voornamelijk in Muilkerk (ten noorden van de Dusse) aanwezig. Bij de bedijking van de Zuid-Hollandse polder in de zeventiende eeuw - die een deel van het bij de Sint-Elisabethsvloed verdronken gebied van Munsterkerk omvatte - kwam Van Hons(e)wijk niet voor onder de ingelanden. Omtrent hun eigendommen in de achttiende eeuw is niet veel bekend, maar door de gunstige economische omstandigheden in die periode is het aannemelijk dat men naast de realisatie van de Kornhoeve in 1767 ook het landbezit aanmerkelijk uitgebreid heeft. Daarbij liet men het oog vallen op het vruchtbare landbouwgebied in de nieuwe Dussense polder. Immers bij de eerste kadastrale opmeting in 1830 was hun totale landbezit belangrijk toegenomen tot bijna 47 hectare, waarvan 38 hectare “nieuw land” in de nieuwe polder en 9 hectare “oud land” in het Noordeveld. Het laatste land met name gelegen achter de boerderij aan de Korn nabij de Kornse Boezem. Het oorspronkelijk landbezit in Muilkerk was ondertussen in andere handen overgegaan. De Van Honsewijk “domeinen” groeiden in het verdere verloop van de negentiende eeuw gestaag aan tot ruim 90 hectare.
Als een rode draad lopen publieke bestuursfuncties door de stamboom van Van Honsewijk in Dussen. Opvallend daarbij is dat naast het lidmaatschap van de schepenbank regelmatig de taak van collecteur der verponding, later gemeenteontvanger, werd uitgeoefend. In de achttiende eeuw is er ook voor het eerst sprake van een kerkelijke bestuursfunctie. Daarnaast werden deze taken veelal gecombineerd met deelname in polderbesturen, armenzorg (Sint-Vincentius) en andere belangenorganisaties. Maar ook het geven van steun en leiding aan het lokale culturele verenigingsleven werd niet geschuwd.

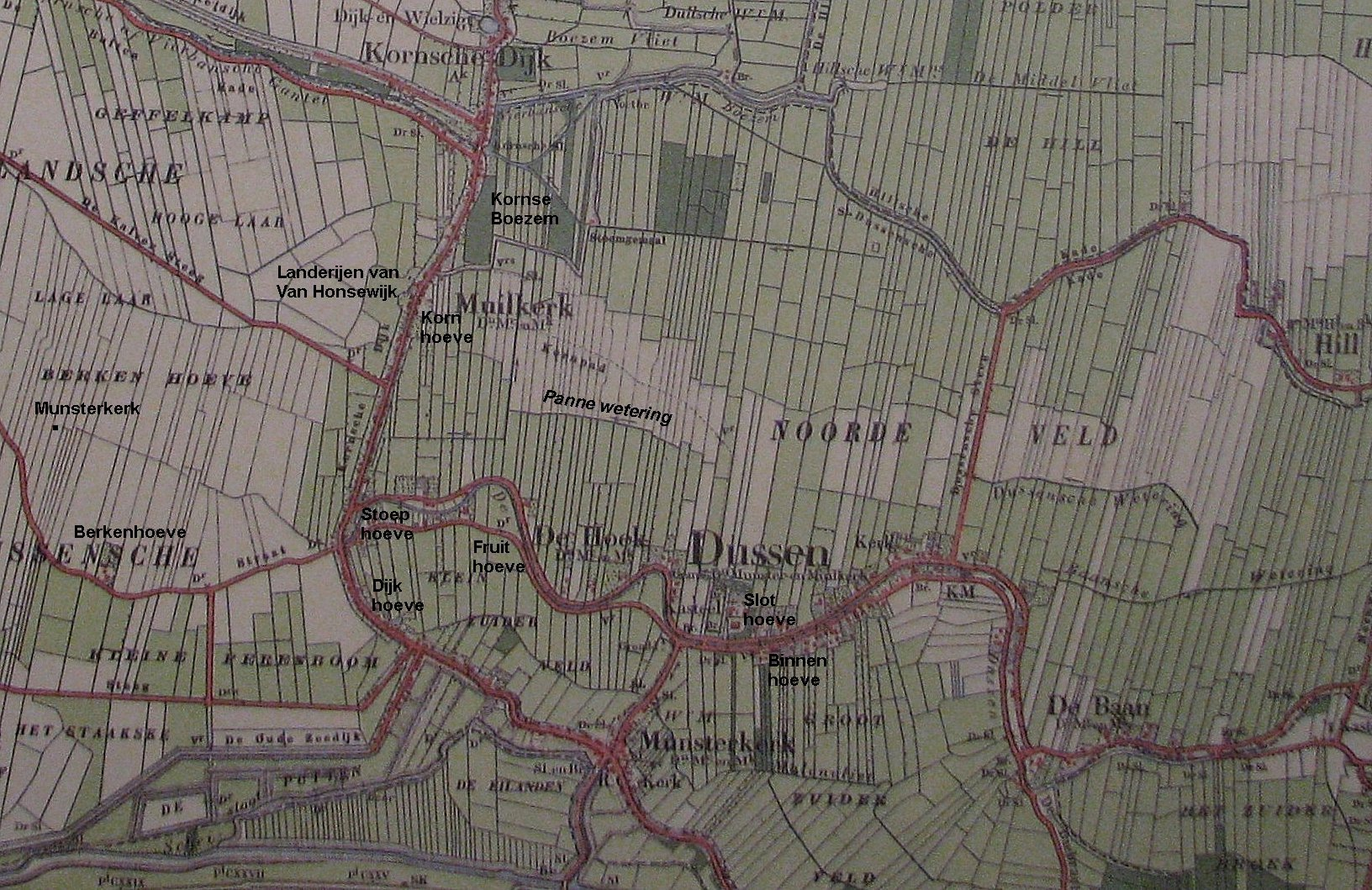
Dussen omstreeks 1905, m.v.v. de belangrijkste eigendommen van Van Honsewijk

## Het geslacht in Dussen
Het geslacht Van Honsewijk raakte door de jaren heen verbonden met het geslacht Sprangers, oorspronkelijk van den Hill en later uit Dussen. Dat begon met Maria van Honsewijk (generatie 11), de zus van Hendrik Hendrikse van Honsewijk van de Kornhoeve, die huwde met Cornelis Sprangers. Zij waren de grootouders van de latere burgemeester van Dussen J.H. Sprangers. Ook de enige van Honsewijk-burgemeester, A.H. van Honsewijk, was met een Sprangers getrouwd. Tekenend voor de relatie was ook dat zijn dochter, mevrouw Bierwagen-van Honsewijk, onder meer de nakomelingen van haar oom H.A.H. Sprangers uit Raamsdonksveer benoemde tot haar belangrijkste erfgenamen. 
Daarentegen waren er opvallend weinig verbintenissen met dat andere invloedrijke regentengeslacht in Dussen: Stael. Slechts incidenteel was er sprake van een huwelijk tussen een Van Honsewijk en een Stael. Gezien hun beider gemeenschappelijke belangen was daar wel aanleiding toe, waar nog bij kwam dat beide geslachten rooms-katholiek waren. Kennelijk werd Van Honsewijk qua stand, aanzien en traditie en alles wat daarmee samenhing toch nog een trapje te laag ingeschaald om voor leden van het geslacht Stael als een aantrekkelijke huwelijkspartner te kunnen fungeren. Niettemin waren er met name in de tweede helft van de negentiende eeuw aan beide zijden voldoende huwbare kandidaten beschikbaar.
Tot de invloedrijkste Van Honsewijk bestuurders mogen wel gerekend worden: in de negentiende eeuw: Theodorus van Honsewijk van de Kornhoeve als wethouder en begin twintigste eeuw zijn zoon Adrianus van Honsewijk die het tot burgemeester bracht en woonachtig was op de Slothoeve naast het kasteel. Maar ook zijn neef Hendrikus Antonius van Honsewijk van de Stoephoeve, alsmede diens zoon Antonius Adrianus Hendrikus van Honsewijk drukten door hun langdurig wethouderschap een stempel op het bestuur van Dussen.
De Stoephoeve aan de Kornsedijk bij de stoep naar de Oude Straat werd in december 1837 door Antonie van Honsewijk aangekocht en zou maar liefst 170 jaar lang familiebezit blijven. Bij de boedelscheiding in 1880 van zijn zoon Hendrikus Antonius werd de Stoephoeve toebedeeld aan Antonius Adrianus Hendrikus van Honsewijk (de wethouder). Zijn oudste broer, Renier Cornelis, liet van zijn erfdeel midden in de weidse Zuid-Hollandse polder aan de Oude Straat de Berkenhoeve bouwen. Hun beider zus Anna Maria van Honsewijk (Tante Merie) huwde de zeer bemiddelde koopman en winkelier Nicolaas van Griensven uit Helmond. Door het vermogen dat zij van haar ouders en man geërfd had en dat na haar dood voor een deel aan haar familie in Dussen werd nagelaten, deed zij vanuit Oost-Brabant tot aan haar dood haar invloed gelden op diezelfde familie in Dussen.
Dat was wat minder het geval met Margaretha van Honsewijk, de dochter van burgemeester A. H. van Honsewijk. Zij vond een uitstekende partij in de bemiddelde leerlooier Christiaan Bierwagen uit Dongen, maar haar invloed op de familie in Dussen was minder aansprekend. Mogelijk werd dat versterkt doordat haar directe familie beperkt bleef tot haar broer Johan, die als vrijgezel en levensgenieter zijn eigen weg ging en zich minder gelegen liet liggen aan de bestuurlijke traditie van de Van Honsewijk dynastie.
De Van Honsewijks deden met de tentoongespreide maatschappelijke welstand en status van de kinderen van Hendrik Antonius van Honsewijk (de wethouder) en die van Adrianus Hendrikus van Honsewijk (de burgemeester), maar ook van zijn neef Antonius Adrianus Hendrikus van Honsewijk (de wethouder), hun invloed gelden op het lokale bestuur. Daarnaast waren zij actief in het bestuur van de rooms-katholieke kerk, de armenzorg Sint-Vincentius en in diverse polderbesturen als dijkgraaf of heemraad. Ook waren zij als bestuurslid bij tal van maatschappelijke instellingen en verenigingen betrokken. Eind negentiende -, begin twintigste eeuw had het geslacht van Honsewijk zijn hoogtepunt qua status en aanzien wel bereikt. 
Medio twintigste eeuw werd nog wel de Fruithoeve aangekocht door Tonny van Honsewijk, en later de Dijkhoeve van De Bodt overgenomen. Ook werd Harry van Honsewijk (Antoniuszoon) via zijn echtgenote Anna Verbunt eigenaar van de Binnenhoeve. Maar, mede onder invloed van de tijdgeest en de snel veranderende omstandigheden in de tweede helft van twintigste eeuw, verminderde het aanzien en de positie van het geslacht gaandeweg in de jaren daarna. Bestuursposities werden er nog maar mondjesmaat bekleed. Harry van Honsewijk (Renierzoon) van de boerderij aan de Nieuwesteeg en later de Berkenhoeve (foto links) in de polder, was de laatste wethouder van het geslacht.
Na de dood van Toon (de Jonge) van Honsewijk had men ook niet langer een vertegenwoordiger in het kerk- en/of armenbestuur. Bij de uitoefening van het landbouwbedrijf, eeuwenlang de basis voor hun welstand, kon men de snelle veranderingen en moderniseringen niet langer bijbenen, dan wel ontbrak de ambitie om daar energie en geld in te steken. Daarenboven bleven relatief gezien nogal wat nazaten alleenstaand of bleven gesloten huwelijken kinderloos. Zodoende raakte de tak van de Berkenhoeve uitgestorven en viel de hoeve zelf ten prooi aan de slopershamer. 
De tak van de Slothoeve (de burgemeester) had na Johan van Honsewijk - die in relatieve eenzaamheid het tijdelijke met het eeuwige verwisselde - eveneens geen nakomelingen meer. Alleen van de tak van de Stoephoeve - in 2008 overgaan in andere handen - zijn nog twee leden van het geslacht Van Honsewijk in de regio woonachtig. De benjamin van de Dussense tak van het geslacht Van Honsewijk woont thans in het naburige Almkerk; de plaats waar bijna zes eeuwen geleden ook de naam van de stamvader van deze familiegeschiedenis - Willem Jansz van Honsewijk, heemraad in Almkerk in 1417 - werd opgetekend.